# Phyllobrostis apathetica
Phyllobrostis apathetica là một loài bướm đêm thuộc họ Lyonetiidae. Nó là loài duy nhất được tìm thấy ở Pretoria.
Sải cánh dài khoảng 14 mm.